# Die Alchemisten
Die Alchemisten ist ein Brettspiel des tschechischen Spieleautors Matúš Kotry, das von der Czech Games Edition veröffentlicht wurde und im deutschen Sprachraum vom Heidelberger Spieleverlag vertrieben wird. Im Spiel übernimmt man die Rolle eines Alchemisten, der mit Publikationen über Elemente von acht alchimistischen Zutaten sich einen möglichst guten Ruf erarbeiten will. Um Wissen über die Elemente dieser Zutaten zu erhalten, muss man diese Zutaten zusammenmischen und testen, um so sein Wissen über die einzelnen Zutaten aufbauen. Das Brettspiel wird von einer App begleitet, mit dem man die Resultate der gemischten Tränke rausfinden kann.

## Spielablauf
Das Spiel wird über sechs Runden gespielt, in dem der Spieler im Normalfall fünf verschiedene Aktionssteine besitzt. In der Startrunde besitzt jeder Spieler drei Spielsteine. Diese Spielsteine können, nachdem die Startreihenfolge mittels der Auswahl von verschiedenen Ressourcen bestimmt wurde, gelegt werden. Je früher der Platz eines Spielers in der Startreihenfolge ist, desto weniger Zutaten und Helferkarten erhält er, um die kommende Runde zu bewältigen – für den besten Startplatz muss der Spieler sogar Gold bezahlen. Nach Bestimmen der Startreihenfolge beginnt der Spieler, der seine Aktionen zuletzt ausführen darf, seine Aktionssteine auf die verschiedenen Aktionsfelder zu verteilen.
Am Ende der dritten und fünften Runde findet zusätzlich eine Alchemistenkonferenz statt, bei der die Anzahl bereits vorhandener Publikationen einen Einfluss auf den Ruf des Alchemisten hat.
Nach Ende der letzten Runde mit Leistungsschau werden die korrekten Elemente aller acht Zutaten aufgedeckt und das Spiel entsprechend ausgewertet, um den Sieger zu bestimmen. Wer am Schluss die meisten Sieg- respektive Rufpunkte hat, gewinnt das Spiel.

## Spielfeld
Das Spielfeld des Grundspiels besteht aus einer Hauptkarte mit den Aktionsfeldern und einer Karte für die wissenschaftlichen Publikationen.

### Aktionsfelder
Die Aktionsfelder werden in der folgenden Reihenfolge innerhalb einer Runde abgehandelt:
Zutaten sammeln
Auf diesem Feld kann der Spieler pro Aktionsstein (maximal drei) eine von fünf offen ausgelegten Zutaten aufnehmen oder eine aus einem Stapel ziehen.
Zutat transmutieren
Hier kann eine beliebige Zutat in Gold transmutiert werden. Die Transmutation einer zweiten Zutat kostet zwei weitere Aktionssteine.
Trank verkaufen
Auf diesem Feld kann an Abenteurer mit wechselnden Bedürfnissen ein Trank nach deren Anforderung verkauft werden, indem man zwei Zutaten zusammenbraut. Hat der Trank mindestens die vom Spieler angekündigte Qualitätsstufe, erhält der Spieler Gold, andernfalls verliert er für einen ungenügenden Trank Rufpunkte. Dieses Feld steht in der ersten Runde noch nicht zur Verfügung, da die Spieler dann noch kein Wissen über die einzelnen Zutaten besitzen. Falls alle Spieler dieses Feld belegen, ist es möglich, dass einer leer ausgeht, da der Abenteurer immer einen Trank weniger benötigt als Spieler mitspielen. Es gibt jedoch eine Helferkarte, mit der der Spieler trotzdem noch verkaufen darf. Mit ein wenig Geschick kann der Spieler auch auf diesem Feld Erkenntnisse über die verschiedenen Zutaten gewinnen. Dieses Feld kostet zwei Aktionssteine.
Artefakt kaufen
Auf diesem Feld kann der Spieler eines von drei Artefakt gegen Gold kaufen, das dem Spieler sofort oder im Verlauf des Spiels Vorteile verschafft, auch hier kann ein Spieler leer ausgehen. Neue Artefaktkarten werden in der ersten, dritten und letzten Runde des Spiels auf dem Spielfeld ausgelegt.
Theorie widerlegen
Sollte ein anderer Spieler eine falsche Theorie zu einer Zutat publiziert haben, kann man hier die Theorie widerlegen. Gelingt dies, gewinnt der Spieler zwei Rufpunkte und er kann gleich anschließend eine richtige Theorie publizieren, sollte er auf dem entsprechenden Feld ebenfalls einen Aktionsstein gelegt haben. Schlägt dies fehl, verliert der Spieler einen Rufpunkt. Dieses Feld steht in der ersten Runde noch nicht zur Verfügung, da die Spieler dann noch kein Wissen über die einzelnen Zutaten besitzen. Dieses Feld kostet einen Aktionsstein und darf maximal zweimal belegt werden.
Theorie publizieren
Hier kann der Spieler eine Theorie publizieren zu einer Zutat. Diese Theorie muss nicht richtig sein und der Spieler muss diese auch nicht beweisen können. Er publiziert dabei entweder als Erster zu einer der acht Zutaten für ein Gold und erhält dafür einen Rufpunkt oder er unterstützt eine Theorie seiner Mitspieler gegen ein entsprechendes zusätzliches Entgelt. Sollte sich die Theorie später als falsch erweisen und der Spieler hat sich gegen den falschen Teil der Theorie nicht abgesichert, verliert er Rufpunkte. Wenn er sich einer Theorie sicher ist, kann er anstatt sich gegen Fehler abzusichern auch zusätzliche Siegpunkte sichern. Für bestimmte Kombinationen publizierter und nicht widerlegten Theorien, ob richtig oder falsch, kann der Spieler weitere Drittmittel in Form von Geld und Siegpunkten erhalten. Dieses Feld steht in der ersten Runde noch nicht zur Verfügung, da die Spieler dann noch kein Wissen über die einzelnen Zutaten besitzen. Dieses Feld benötigt einen Aktionsstein für die Publikation einer Theorie und zwei weitere Aktionssteine für eine weitere Theorie in der gleichen Runde.
Test am Studenten
Um Wissen über die Zusammensetzung der verschiedenen Zutaten zu bekommen, kann man mit jeweils zwei Zutaten einen Trank brauen und diese dem Studenten zu trinken geben, aus dem Mischresultat der beiden Elemente lassen sich gewisse Rückschlüsse auf die Elemente der Zutaten ziehen. Dieser trinkt diese solange ohne Gegenleistung, bis er einen schlechten/negativen Trank erhält. Sollte er einen negativen Trank erhalten, müssen allfällige weitere Spieler ein Gold pro Test zahlen. Dieses Feld kostet einen Aktionsstein und darf maximal zweimal belegt werden.
Trank trinken
Alternativ zum Studenten kann der Spieler einen Trank auch selbst trinken. Sollte dieser jedoch ungenießbar sein, muss man je nach Ergebnis negative Auswirkungen in Kauf nehmen. Dies kostet ebenfalls einen Aktionsstein und darf maximal zweimal belegt werden.
Leistungsschau
Nur in der letzten Runde kann man anstatt eins der beiden Testfelder zu belegen an der Leistungsschau teilnehmen, bei der man pro Aktionswürfel mit seinen Zutaten bestimmte Ergebnisse vorführen kann und im Erfolgsfall hierfür Rufpunkte erhält. Misslingt eine Vorführung, kostet einen dies ebenfalls Rufpunkte.

## Erweiterung
In der Erweiterung Der Golem des Königs kann man zusätzlich einen Golem zum Leben zu erwecken. Außerdem eröffnet die Erweiterung weitere Möglichkeiten, Theorien zu publizieren, und fügt dem Spiel weitere Helfer und Artefaktkarten hinzu.

## Auszeichnungen
- 2015: Essener Feder[1]